# Blanche Ring
Blanche Ring (24 de abril de 1871 - 13 de enero de 1961) fue una cantante y actriz estadounidense que trabajó en el teatro en producciones en  Broadway, en musicales, y para la industria cinematográfica de Hollywood. 

## Inicios
Nacida en Boston, Massachusetts, era nieta de James H. Ring, un primer comediante de la compañía Boston Museum. Su tatarabuelo, Charles Fisher, llegó a los Estados Unidos procedente de Inglaterra, viajando en caravanas teatrales y llegando hasta el río Misisipi. La actriz tenía ascendencia inglesa, irlandesa y escocesa. Cuatro generaciones de sus antepasados eran intérpretes de Shakespeare. 

## Cantante en el teatro
Ring debutó a los dieciséis años con A Parisian Romance, con Richard Mansfield. Más adelante actuó junto a Nat Goodwin y Chancellor Olcott. En 1902 tuvo un gran éxito con "In The Good Old Summertime", y posteriormente con una canción de fama, "The Belle of Avenue A", interpretada en la obra Tommy Rot. Tommy Rot se representó en el local Mrs. Osborn's Playhouse de Nueva York. "I've Got Rings on My Fingers" fue interpretada cuando Blanche actuaba en The Midnight Sons en 1909. Will Rogers recitaba sus primeras líneas en el teatro en la obra interpretada por Ring The Wall Street Girl. En 1910 grabó el tema Come Josephine In My Flying Machine, tras presentarlo en un show de Broadway, convirtiéndose en una de sus canciones de mayor fama.
Entre sus otras canciones se incluyen "Bedelia" y "I'd Leave My Happy Home For You". La primera se interpretaba en The Jersey Lilly. Durante la Primera Guerra Mundial la cantante ganó fama con el tema "They're All Out Of Step But Jim". 
Blanche poseía un fino talento para la pantomima. Esto le ayudaba en su progresión en la revista musical. Sus imitaciones estaban a la altura de las de Charles Winninger en Passing Show of 1919, interpretada en el Teatro Winter Garden de Nueva York.

## Actriz del cine mudo
Ring llegó a  Hollywood en 1916 para trabajar en el film mudo The Yankee Girl, y durante algún tiempo interpretó papeles dramáticos. También participó en la película It's The Old Army Game (dirigida por su sobrino A. Edward Sutherland), con W.C. Fields, en 1926. Para el teatro trabajó en la obra The Great Necker, entre otras. Posteriormente volvió al género musical, interpretando títulos como Right This Way y Strike Up The Band. 
Su última interpretación teatral tuvo lugar en Nueva York en 1938. Tenía un papel en Madame Capet, protagonizada por Eva Le Gallienne.

## Hollywood
Ring abandonó Nueve York en 1959 y se instaló en Hollywood con su hermano, Cyril. En mayo de 1960 formó parte de una reunión de antiguas artistas Ziegfeld Follies. Blanche era miembro honorario del Ziegfeld Club, aunque nunca había trabajado para Florenz Ziegfeld. 
Blanche Ring falleció en Santa Mónica (California) en 1961, a los 89 años de edad. Pocos años antes de su fallecimiento, en 1958, había sufrido un ictus y su salud estaba muy resentida. Fue enterrada en el Cementerio Holy Cross, tras un funeral en la iglesia Good Shepherd en Beverly Hills, California.

## Vida personal
Se casó en cuatro ocasiones. Sus maridos fueron: 
- Walter F. MacNichol
- James Walker Jr.
- Frederick Edward McKay, director teatral
- Charles Winninger

Todos sus matrimonios acabaron en divorcio. No tuvo hijos.
Una de sus hermanas era Frances Ring (1882-1951), casada con el popular actor del cine mudo Thomas Meighan en 1909. Otra hermana, Julie Ring (1878-1957), fue actriz teatral y madre del director cinematográfico A. Edward Sutherland. Su sobrina nieta es la directora de orquesta Jane Ring Frank.